# جيمس لاوسون
جيمس موريس لاوسون الابن (بالإنجليزية: James Lawson)‏ (22 سبتمبر 1928 – 9 يونيو 2024) هو ناشط أمريكي وأستاذ جامعي وكان منظرا ومخططا قياديا لمبدأ اللاعنف خلال حركة الحقوق المدنية. عمل خلال ستينيات القرن العشرين كمستشار لحركة طلاب ناشفيل وللجنة التنسيق الطلابية السلمية. طرد من جامعة فانديربيلت بسبب نشاطه في الحقوق المدنية في الستينيات، وأصبح قسا في لوس أنجيلوس، كاليفورنيا لمدة 25 عام بعدها.

## النشأة وتعليمه
ولد لاوسون لأبويه فيلان ماي كوفر وجيمس موريس لاوسون في 22 أيلول 1928، في يونيونتاون، بنسلفانيا. كان السادس من بين تسعة أولاد. وترعرع في ماسيلون، أوهايو. كان أبوه وجده قسيسين ميثوديين، وتلقى لاوسون رخصة القس عام 1947 خلال سنته الأخيرة في الثانوية.
درس علم الاجتماع بداية دخوله إلى كلية بالدوين والاس في بيريا أوهايو. أدين بالتهرب من التجنيد وحكم بسنتين حبساً لأنه رفض الخدمة في الجيش الأمريكي عندما بلغ سن التجنيد، قضى 13 شهرا من حكمه مسجونا ثم أعيد إلى كليته لينهي دراسته. انضم إلى حركة التصالح FOR وهي منظمة قادها أ.ج. موست A. J. Muste، وإلى مؤتمر المساواة العرقية CORE وهو تنظيم تابع لحركة التصالح، وكلاهما دعما المقاومة السلمية للعنصرية.
ذهب بصفته مبعوثا ميثودياً إلى ناجبور في الهند، درس هناك ما يسمى ساتياجراها، وهي شكل من أشكال المقاومة السلمية التي طورها المهاتما غاندي وأتباعه. عاد إلى الولايات المتحدة عام 1955 ليدخل مدرسة الدراسات العليا في اللاهوت في كلية أوبرلن في أوهايو. قدمه أحد أساتذته هناك إلى مارتن لوثر كينغ الذي احتضن بدوره مبادئ في المقاومة السلمية. وفي عام 1957 ألح مارتن على لاوسن للانتقال للجنوب قائلاً له: «تعال الآن، فليس لدينا أحد يشبهك هنا». انتقل إلى ناشفل حيث ارتاد جامعة فاندربيلت وبدأ بدراسة أساليب التظاهر السلمي.
درس لاوسون في كلية أوبرلن منذ عام 1956 حتى 1957، وبعد مضي سنة على وجوده هناك تزوج دوروثي وود ورزقا بثلاثة أطفال وهم جون وموريس وسيث. ارتاد جامعة ناشفل منذ عام 1958 حتى عام 1960، وطرد من الجامعة في آذار عام 1960 نظرا لاعتقاله بسبب الحقوق المدنية، لكنه نال الإجازة في اللاهوت المقدس من جامعة بوسطن في ذات العام. وحصل على منصب قس الكنيسة الأسكتلندية في شيلبيفيل، تينيسي.

## القيادة خلال حركة الحقوق المدنية
انتقل لاوسون إلى ناشفيل، تينيسي، وسجل في كلية اللاهوت في جامعة فاندربيلت، وعمل هناك كمدير لمؤتمر المساواة العرقية في الجنوب وبدأ بورشات عمل تدريبية على اللاعنف لمؤتمر القيادة المسيحية الجنوبية وذلك في قبو كنيسته عام 1958. التقى أثناء وجوده في ناشفل وأشرف على عدد من الطلاب في جامعة فاندربيلت وجامعة فيسك والعديد من مدارس المنطقة في تكتيكات الحركات السلمية المباشرة. درّب في ناشفيل العديد من القادة المستقبليين لحركة الحقوق المدنية ومن بينهم دايان ناش وجيمس بيفيل وبيرنارد لافاييت وماريون باري وجون لويس. وفي عامي 1959 و1960 أطلقو مع غيرهم من الناشطين الذين دربهم لاوسون اعتصامات ناشفيل لمجابهة الفصل العنصري في متاجر المنطقة. وفي شباط عام 1960 وعقب انطلاق اعتصامات الطلاب في متاجر وولورث في غرينسبورو شمال كارولينا، اعتقل لاوسون مع الكثيرين. وأدت هذه الحركة إلى إلغاء الفضل العنصري في بعض المطاعم الصغيرة.
طرد لاوسون من جامعة فاندربيلت لمشاركته في هذه النشاطات. حيث قام جيمس جيديس ستاهلمان وهو رئيس صحيفة ناشفل بانر وعضو في مجلس أمناء الجامعة بنشر قصص مضللة أدت إلى طرده. كما دعم جون سلوان John Sloan أحد أمناء الجامعة ورئيس مجموعة متاجر كاين سلوان اقتراح ستاهلمان لطرد لاوسون. ونفذ المستشار هارفي برانسكومب القرار وبقي دون اعتذار حتى أواخر عام 1980. وخلال حفل التخرج لعام 2006 اعتذرت جامعة فاندربيلت لمعاملتها هذه مع لاوسون. علّم لاوسون في فانديربيلت منذ العام 2006 حتى 2009، وتبرع بأوراقه البحثية عام 2013.
كان لطلاب لاوسون دور رئيسي في حركة المسرح المفتوح وحركة راكبي حافلات الحرية بين الولايات ومسيرة 1963 إلى واشنطن وصيف حرية الميسيسيبي وحزب الحرية الديمقراطي للميسيسيبي وحملة برمنغهام المسيحية للأطفال 1963 وحركة مدينة سيلما لحقوق التصويت 1965 وحركة الإسكان المفتوح في شيكاغو 1966 والحركة المناهضة لحرب فيتنام، وذلك خلال السنوات القليلة اللاحقة.
وفي عام 1962 أحضر لاوسون كينغ وبيفيل إلى اجتماع أفضى إلى اتفاقين للعمل معاً بصفتهم نظراء. عين بعدها بيفيل في مؤتمر القيادة المسيحية للجنوب مديراً للعمل المباشر، ومديراً للتثقيف حول اللاعنف.
وفي عام 1961 ساعد لاوسون في تطوير استرتيجية لراكبي حافلات الحرية بين الولايات. حيث شجع الطلاب للتخطيط لموجة ثانية لركوب الحافلات من ألاباما لإكمال العمل، كما انضم إليهم. وقد وصلوا إلى جاكسون بأمان، لكنهم اعتقلوا عندما اصطفوا في غرف الانتظار المخصصة للبيض فقط. عرضت الجمعية الوطنية للنهوض بالأشخاص ذوي البشرة الملونة NAACP دفع الكفالة، لكن لاوسون وآخرين غيره رفضوا وانتظروا المحاكمة. وقد أقر القاضي بأن الأشخاص السبعة والعشرين مذنبون وأبقاهم في السجن. التقى لاوسون وأعضاء الحركة بالنائب العام روبرت كينيدي، وفي أيلول 1961 أصدر الرئيس جون كينيدي قرارا يقضي بأن المسافرين يستطيعون المكوث في أي مكان.
أصبح لاوسون قساً للكنيسة الميثودية المئوية في ممفيس، تينيسي عام 1962، وفي عام 1968، عندما بدأ عمال الصرف الصحي السود إضراب عمال الصرف الصحي في ممفيش لرفع الأجور وللاعتراف بالاتحاد بعد أن سحق اثنين من زملائهم العمال حتى الموت، وعمل لاوسون بصفته رئيس لجنة الإضراب. شارك لاوسون في تأسيس لجنة الانتقال إلى المساواة COME، وأرسل دعوة للدكتور كينغ ليتحدث في ممفيس. ألقى مارتن لوثر كينغ خطابه الشهير «لقد بلغت قمة الجبل»، وقتل في ممفيس في 1 نيسان 1968.

## مسيرته المهنية اللاحقة

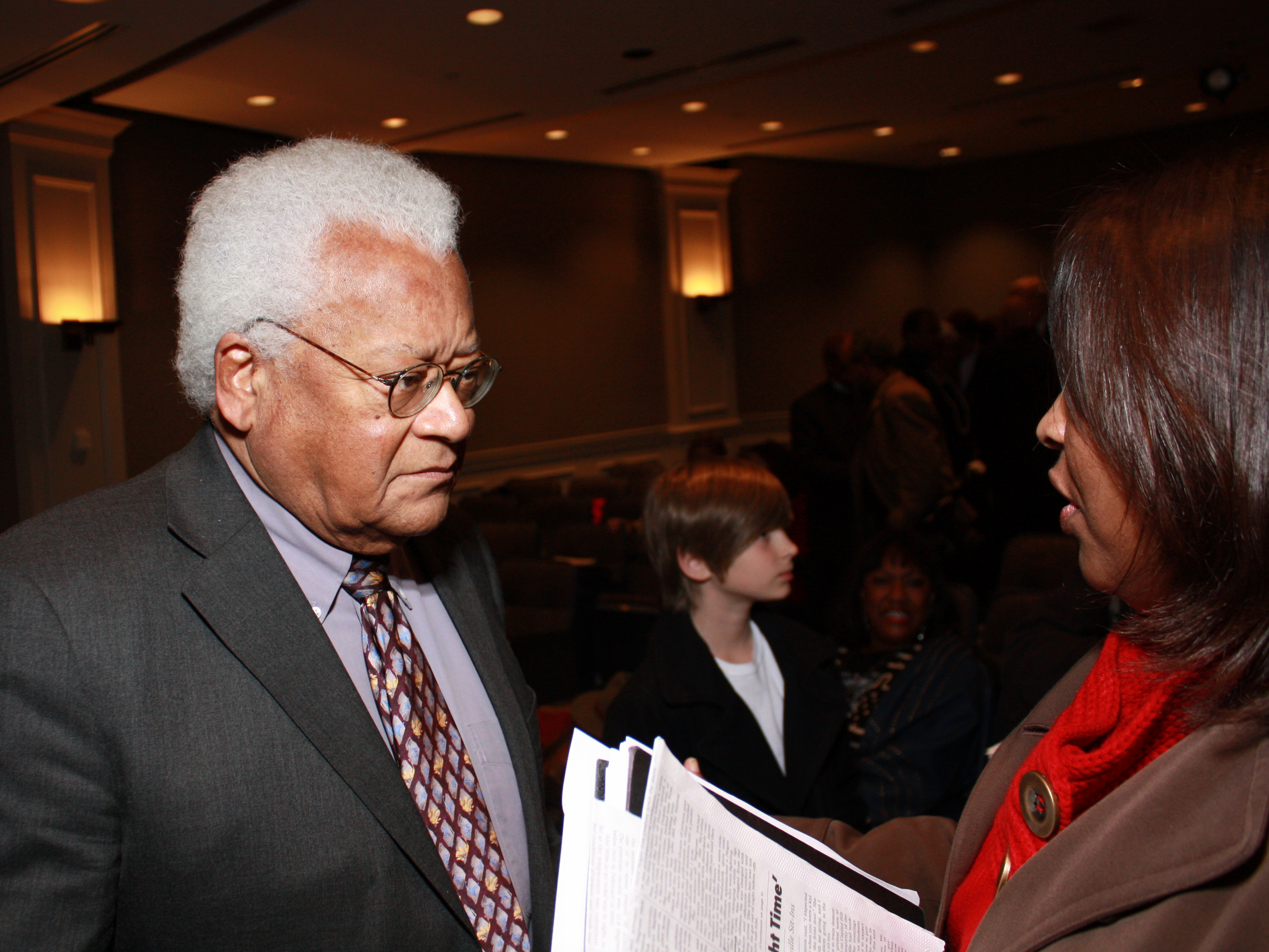
جيمس لاوسون

انتقل لاوسون إلى لوس أنجيلوس عام 1974 حيث أصبح قسيس لكنيسة هولمان المتحدة. تقاعد عام 1999، لكنه استمر بعمله في الحقوق المدنية؛ نشط خلال وجوده في لوس أنجيلوس في حركة العمل والاتحاد الأمريكي للحريات المدنية والحركات المنادية بخيار الانجاب وحقوق المثليين. وعمل كرئيس للحركة العلمانية المتحدة للعدالة الاقتصادية. وخلال هذه الفترة قدم لاوسون برنامج «لاوسون مباشر» الإذاعي، وهو برنامج إذاعي يتلقى اتصالات الجمهور، ناقش فيه قضايا حقوق الإنسان والحقوق الاجتماعية. واستمر في تدريب الناشطين في قضايا اللاعنف ودعم حقوق المهاجرين في الولايات المتحدة وحقوق الفلسطينيين وحق العمال بالحد الأدنى للأجور. وفي عام 2004 نال لاوسون جائزة مجتمع المسيح الدولية للسلام.
شارك لاوسون في برنامج قافلة حافلات الحرية التذكاري الشهير والذي استمر ثلاثة أيام ومولته دائرة المواطنة الفعالة والخدمة التابعة لجامعة فانديربيلت في كانون الثاني 2007. شمل البرنامج رحلة حافلات تثقيفية إلى مونتغوميري وبرمنغهام، ألاباما. وكان من بين المشاركين زملاء ناشطين في الحقوق المدنية مثل جيم زويرغ وديان ناش وبرنارد لافاييت وس. ت فيفيان وجون سيغينثالر بالإضافة إلى صحفيين وما يزيد عن 180 طالباً ومدراء ومن هيئة التدريس من جامعة فانديربيلت وفيسك وجامعة ولاية تينيسي والكلية المعمدانية الأمريكية.
ترأس مبادرة الخطاب المدني والتغيير الاجتماعي التابعة لجامعة كاليفورنيا نورثريدج بصفة عضو هيئة تدريسية زائر للعام الدراسي 2010/2011. بنيت المبادرة على تاريخ النشاط والتنوع في جامعة كاليفورنيا نورثريدج، مع التركيز على الميزانية الحالية وتضارب السياسات المحيطة بالتعليم. ساعد لاوسون بتقديم المعرفة الاستشرافية والتفكير الإستراتيجي للجامعة.
عقد المركز الدولي للنزاعات السلمية برنامجاً من 8 أيام عن المقاومة المدنية يسره لاوسون في ناشفيل عام 2013 و2014. وألهم مقرر أعطاه لاوسون وكينت ونغ وكيلي لايتل هيرنانديز وآنا لوز غونزاليس طلاب جامعة كاليفورنيا لوس أنجلوس لنشر كتاب الحركات السلمية والاجتماعية، وهو كتاب يركز على مبادئ اللاعنف والتغير الاجتماعي التي يعلّمها لاوسون.

## في الإعلام
أدى الممثل جيس وليمز دور لاوسون في فيلم سينمائي عام 2013 اسمه ذا باتلر. يؤرخ الفيلم دورات لاوسون التدريبية خلال فترة الاحتجاجات المدنية في الخمسينيات والستينيات من القرن العشرين. وكان لاوسون موضوع فيلم «الحب والتضامن: الناشط جيمس لاوسون واللاعنف بحثاً عن حقوق العمال» لميشيل. ك. هوني. ويعد الفيلم عرضاً لإسهامات لاوسون في كفاحات حقوق العمال وحركة الحقوق المدنية.

## وصلات خارجية
- جيمس لاوسون على موقع الموسوعة البريطانية (الإنجليزية)